# Tecticrater compressa
Tecticrater compressa är en snäckart som först beskrevs av Suter 1908.  Tecticrater compressa ingår i släktet Tecticrater och familjen Lepetellidae. Inga underarter finns listade i Catalogue of Life.